# FM-2030
FM-2030, de son nom de naissance Fereidoun M. Esfandiary (persan : فریدون اسفندیاری), né le 15 octobre 1930 à Bruxelles et mort le 8 juillet 2000 est un auteur, professeur et consultant à New York. Il est l'un des pionniers du transhumanisme avec la parution de l'ouvrage Are You a Transhuman?: Monitoring and Stimulating Your Personal Rate of Growth in a Rapidly Changing World, publié en 1989.

## Biographie
Fils d'un diplomate iranien, F. M. Esfandiary voyage beaucoup durant son enfance. À 11 ans, il a déjà visité 17 pays. Jeune homme, il représente l'Iran en tant que joueur de basketball aux Jeux olympiques d'été de 1948. Il fait partie de la Commission des Nations Unies pour la Palestine de 1952 à 1954.
Étudiant à l'Université de Californie à Berkeley puis à l'Université de Californie à Los Angeles, dont il sort diplômé en 1952, il devient professeur à la New School of Social Research, à l'Université de Californie à Los Angeles et à l'Université internationale de Floride. Il travaille également comme consultant d'entreprise pour Lockheed et J. C. Penney. 
Auteur de plusieurs fictions sous son nom original F.M. Esfandiary, il devient sous le nom de FM-2030 une figure du transhumanisme, notamment avec le livre Are You a Transhuman?: Monitoring and Stimulating Your Personal Rate of Growth in a Rapidly Changing World (« Êtes-vous un transhumain ? Surveillance et stimulation de votre rythme d'évolution personnel dans un monde en rapide changement »), publié en 1989. 
Il est des années 1960 jusqu'à sa mort le compagnon de la juriste Flora Schnall, camarade de promotion de Ruth Bader Ginsburg à la faculté de droit de Harvard (promotion 1959). Atteint d'un cancer du pancréas, il meurt le 8 juillet 2000, survécu par quatre frères et sœurs. Il a été toute sa vie végétarien, affirmant qu'il ne mangerait rien qui ait une mère. 
Au moment de son décès, il est placé en chambre cryonique à la Fondation d'extension de la vie d'Alcor, association transhumaniste basée à Scottsdale en Arizona. Il ne portait pas de dispositif de secours à distance, aussi aucun employé d'Alcor n'étant présent au moment de sa mort, cependant il est la première personne à bénéficier de la technologie de cryopréservation par vitrification au lieu d'être congelé comme les patients précédents. 

## Œuvre
FM-2030 a notablement déclaré :
« I am a 21st century person who was accidentally launched in the 20th. I have a deep nostalgia for the future. »
« Je suis un homme du XXIe siècle accidentellement lâché dans le XXe. J'ai une profonde nostalgie du futur »
De nombreuses prédictions de FM-2030 sur les évolutions sociales de 1970 jusqu'au début du XXIe siècle se sont révélées remarquablement prescientes. FM-2030 a soutenu que la dynamique inhérente à la civilisation moderne de globalisation amènerait des changements en dépit des efforts des élites conservatrices pour renforcer les croyances traditionnelles. Il prédit la fécondation in-vitro et les manipulations génétiques en 1977, les téléconférences, la télémédecine et le téléshopping en 1980. 

### Changement de nom
F. M. Esfandiary a changé son nom pour FM-2030, en clin d'œil à l'espoir et à la conviction qu'il avait de pouvoir célébrer son centième anniversaire en l'an 2030. Changer de nom est aussi une façon pour lui de rompre avec les conventions de nomination, pratique qu'il voyait enracinée dans la pensée collective et qu'il considérait comme une relique du passé tribal de l'humanité. Il voyait les noms conventionnels comme la marque du poids de l'identité collective sur l'individu, facteurs d'une approche d'autrui tendant à dégénérer en stéréotypes, en communautarisme et en discrimination. 
Selon ses propres mots : 
« Conventional names define a person's past: ancestry, ethnicity, nationality, religion. I am not who I was ten years ago and certainly not who I will be in twenty years […] The name 2030 reflects my conviction that the years around 2030 will be a magical time. In 2030 we will be ageless and everyone will have an excellent chance to live forever. 2030 is a dream and a goal. »
« Les noms conventionnels désignent le passé des gens : leurs ancêtres, leur ethnie, leur nationalité, leur religion. Je ne suis pas celui que j'étais il y a dix ans, et certainement pas celui que je serai dans vingt ans. […] Le nom 2030 reflète ma conviction que les années aux alentours de 2030 seront des années magiques. En 2030, nous serons immortels et tout un chacun aura de grandes chances de vivre éternellement. 2030 est un rêve et un but. »

## Livres de FM-2030
Fiction
- The Day of Sacrifice 1959 Disponible en eBook
- The Beggar 1965
- Identity Card Grove Press, 1966  (ISBN 0-460-03843-5) Disponible en eBook

Non-fiction
- UpWingers: A Futurist Manifesto 1973  (ISBN 0-381-98243-2) (pbk.) Disponible en eBook (FW00007527), éditeur: e-reads, Pub. Date: janvier 1973, File Size: 153K. Traduction française et préface de Thomas Primerano  (ISBN 9782322484850), (2023)
- Telespheres 1977
- Optimism one; the emerging radicalism 1970  (ISBN 0-393-08611-9)
- Are You a Transhuman?: Monitoring and Stimulating Your Personal Rate of Growth in a Rapidly Changing World 1989  (ISBN 0-446-38806-8). (* Book)